# Jorge André Swieca
Jorge André Swieca (Varsóvia, 16 de dezembro de 1936 — São Carlos, 22 de dezembro de 1980) foi um físico teórico brasileiro nascido na Polônia. Sua principal área de atuação foi a teoria quântica de campos (TQC), particularmente nos anos 1960 e 1970.
Uma prestigiosa escola de verão em física de partículas e teoria quântica de campos, que se realiza todos os anos em Campos do Jordão, recebe o seu nome.

## Vida
Swieca fugiu com seus pais da Polônia durante a Segunda Guerra Mundial, passando dois anos no Japão e mudando-se logo depois para o Rio de Janeiro. Em 1963, casou-se com Maria José, com quem teve dois filhos. Faleceu prematuramente em dezembro de 1980, após complicações de uma cirurgia de ponte de safena.

## Vida acadêmica
Depois de cursar o secundário no Colégio Melo e Souza, Swieca ingressou no curso de física da Universidade do Brasil, atual Universidade Federal do Rio de Janeiro, onde se graduou em 1958. Obteve seu mestrado sob orientação de Werner Güttinger na Universidade de São Paulo. Recebeu seu doutorado em 1963 pela mesma instituição, depois de passar alguns anos trabalhando com Werner Heisenberg e seus colaboradores no Instituto Max Planck.
Sua carreira acadêmica começou na Universidade de São Paulo, onde ficou de 1959 a 1970, mudando-se para a Pontifícia Universidade Católica do Rio de Janeiro em 1971, onde trabalhou até 1978. Trabalhou durante os últimos anos de sua vida na Universidade Federal de São Carlos.
Em 1968, as contribuições de Swieca foram reconhecidas pelo Prêmio Moinho Santista de física. Swieca foi o segundo físico a recebê-lo, depois de Jayme Tiomno.